# سقانفار رمنت
سقانفار رمنت مربوط به دوره قاجار است و در شهرستان بابل، بخش مرکزی، دهستان فیضیه، روستای رمنت واقع شده و این اثر در تاریخ ۹ بهمن ۱۳۸۶ با شمارهٔ ثبت ۲۰۶۶۲ به‌عنوان یکی از آثار ملی ایران به ثبت رسیده است.